# SmokingWOLF
SmokingWOLF（スモーキングウルフ）は、日本のゲームクリエイター。公式サイトSilverSecondを主宰する。

## 来歴
12歳くらいの頃に『RPGツクール SUPER DANTE』（1995年発売）をプレイして「ゲームを自分の手で作る楽しさ」を知ったという。そして14歳くらいの頃には『RPGツクール Dante98 II』（1996年発売）をプレイしていたという。
1998年12月24日に公式サイト（当時の名称は「Willful SmokingWOLF's Room」）を開設し、同年に処女作となるゲーム作品『レジェンドオブレストール』第一部を公開。「スモーキングウルフ」という筆名の由来は、狼煙という語の漢字をそれぞれ英語に訳して反転させたものとされる。
2001年から制作を開始した『シルフェイド見聞録』は「FREE GAME AWARDS 2003」の読者投票によってグランプリを受賞。2004年9月29日には公式ファンサイト「シルフェイド同盟」が開設され、2010年7月13日にSilverSecond公式サイトのコミュニティページへ併合されるまで運営されていた。
2005年の作品『シルフェイド幻想譚』は、『テックウィン』4月号のコンテストパークにおいて金賞を受賞。同年に開発した初のシェアウェア作品『シルエットノート』の売り上げが好調だったことにより、ゲームクリエイターとして生計を立てることを決心する。2008年の作品『モノリスフィア』はコンテストパークWeb 2008 Springにおいて金賞を受賞している。
また2008年に正式版が公開されたゲーム制作ツールWOLF RPGエディターは、同年の窓の杜大賞銀賞 や、2010年のWindows 7アプリケーションアワードにおけるグランプリ を受賞している。そして2009年からは未発表のWOLF RPGエディター製フリーゲームを対象とする「WOLF RPGエディター コンテスト」（ウディコン）を毎年主催しており、2015年には第7回コンテストが開催されている。
2012年の作品である『片道勇者』は、同年の窓の杜大賞を受賞 しており、英語訳版である『One Way Heroics』がPLAYISMとSteamにおいて販売されている。また2015年にはスパイク・チュンソフトによるリメイク作品『不思議のクロニクル 振リ返リマセン勝ツマデハ』が発売されている。

## シルフェイドシリーズ
レジェンドオブレストールファンタジーコメディアドベンチャーゲーム。シミュレーションRPGツクール95製のフリーゲーム。二部作（1998年第一部公開、1999年第二部公開）。
シルフェイド見聞録2001年から2006年にかけてフリーウェアの連載作品として公開されたRPGツクール2000製のアドベンチャーゲーム。
シルフェイド幻想譚2005年にフリーウェアとして公開されたRPGツクール2000製のロールプレイングゲーム。
シルフェイド学院物語シルフェイド学院を舞台とする育成シミュレーションゲーム。WOLF RPGエディター製のシェアウェア作品。二次創作のためのユーザ参加型機能としてユーザデータ導入機能を搭載。2011年に販売開始。窓の杜のコーナー「週末ゲーム」では、「膨大な数のイベントと登場人物、プレイの仕方で展開が変わるマルチシナリオ、そして楽しい育成システム」が魅力の作品として紹介されている。なお本作とは別にファンが制作した『シルフェイド学院物語FAE』（FAEはFan Art Editionの頭文字）というフリーゲームも存在する。
クリフ深淵録ファンタジーアドベンチャーゲーム。docomo FOMA専用アプリ。全四章（2011年第一章まで公開、2012年最終章まで公開）。プレイするには有料会員サイトへの登録が必要。

## その他の作品

### ゲーム作品
シルエットノート近未来の海上都市「アクアフロート」を舞台とするアドベンチャーゲーム。RPGツクールXP製のシェアウェア作品。販売開始後に二次創作機能が追加され、キャラクターのセリフを作成することができる。2005年販売開始。
シェパード捜査録アクションコメディノベル。ADVツクールfor mobile製のdocomo FOMA専用アプリ。エンターブレインからの外注作品。2007年公開のフリーゲーム。全二話。
モノリスフィア2008年にフリーウェアとして公開されたWOLF RPGエディター製のアクションゲーム。
シルフドラグーン ゼロ2010年にフリーウェアとして公開されたWOLF RPGエディター製のシューティングゲーム
片道勇者2012年にフリーウェアとして公開されたWOLF RPGエディター製のローグライクゲーム。
プラネットハウル2015年に第1話が公開されたWOLF RPGエディター製のアクションゲーム。

### ゲーム製作ツール
WOLF RPGエディター2008年3月13日に正式版が公開されたゲームエンジン。略称は『ウディタ』。2011年には初心者向けの解説書『WOLF RPGエディターではじめるゲーム制作―「イベントコマンド」と「データベース」で、ゲームシステムを自由に作る!』（ISBN 978-4-77751641-4）が工学社より刊行されている。